# Guldbagge 1987
La 22ª edizione del Premio Guldbagge si è svolta a Stoccolma il 2 febbraio 1987.

## Vincitori
Vengono di seguito indicati in grassetto i vincitori. Ove ricorrente e disponibile, viene indicato il titolo in lingua italiana e quello in lingua originale tra parentesi.
Miglior film
- Sacrificio (Offret), regia di Andrej Tarkovskij

Miglior regista
- Suzanne Osten - Bröderna Mozart
  - Bo Widerberg - Ormens väg på hälleberget
  - Mai Zetterling - Amorosa

Miglior attrice
- Stina Ekblad - Amorosa e Ormens väg på hälleberget
  - Ewa Fröling - Demoner
  - Gunilla Nyroos - Moa

Miglior attore
- Erland Josephson - Amorosa e Sacrificio (Offret)
  - Tomas von Brömssen - Ormens väg på hälleberget
  - Etienne Glaser - Bröderna Mozart

Premio Speciale
- Jörgen Persson

Premio Ingmar Bergman
- Henry "Nypan" Nyberg